# Coprosma fernandeziana
Coprosma fernandeziana är en måreväxtart som beskrevs av Ined.. Coprosma fernandeziana ingår i släktet Coprosma och familjen måreväxter. Inga underarter finns listade i Catalogue of Life.